# ボーヴォワール (マンシュ県)
ボーヴォワール （Beauvoir）は、フランス、ノルマンディー地域圏、マンシュ県のコミューン。

## 地理

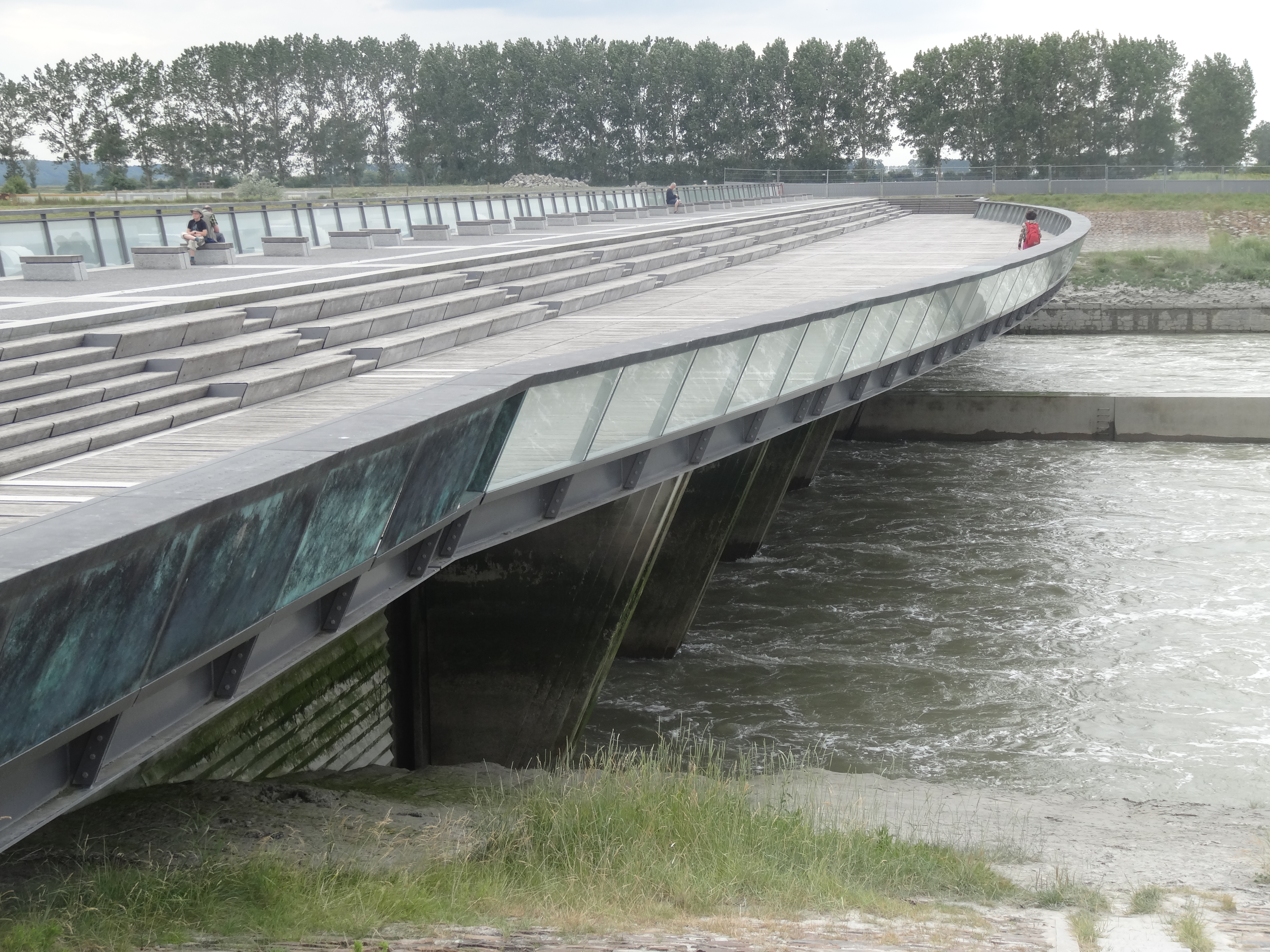
クエノン河口のダム

ボーヴォワールはクエノン川（モン・サン・ミシェル湾に流れ込む3河川の1つ）の運河地帯に位置し、河口からおよそ2km上流にある。コミューンはブルターニュとの境にある。

## 歴史
ボーヴォワールは時に、850年からすぐ後に編纂されたRevelatioでvilla que dicitur nunc Asteriacusと述べられているように、原始はAsteriacusであったと考えられている。この仮説は、ボーヴォワールがモン・サン・ミシェル最寄の教区であるという事実に基づいているようだ。AsteriacusはAsteriusという人名を元としたガロ＝ローマ由来の地名である。asterはラテン語で星を、ガリア語源の接尾辞-acumは所有物であることを示す。この名称はAtré（炉床）に似ている。
地名は1155年にBelveer、1303年にはノルマン語のBiauveirと記録されている。
ボーヴォワールという名詞は、ロマンス語化され『良い眺め』（belle vue、おそらく山からの眺めを参照して）、または単なる『眺めると美しい』（beau à voir）を意味する。これな一般的によく見られる地名である。似た地名で、イタリア語源のベルヴェデール（belvédère）がある。

## 人口統計
| 1962年 | 1968年 | 1990年 | 1999年 | 2004年 | 2006年 | 2009年 | 2012年 |
| ------ | ------ | ------ | ------ | ------ | ------ | ------ | ------ |
| 469    | 433    | 426    | 427    | 424    | 422    | 419    | 420    |

source=1999年までLdh/EHESS/Cassini、2004年以降INSEE